# Valentin Soroceanu
Valentin Soroceanu (n. 26 ianuarie 1949) este un fost deputat român în legislatura 1992-1996, ales în județul Iași pe listele partidului PDSR.